# Präfektur Hamamatsu
Hamamatsu (jap. 浜松県 Hamamatsu-ken, in zeitgenössischer Schrift 濱松縣) war von 1871 bis 1876 eine Präfektur (-ken) Japans. Sie entstand bei der ersten Präfekturfusionswelle 1871/72 im Zuge der Abschaffung von -han (Fürstentümern) und Einrichtung von -ken aus der aus dem gleichnamigen Fürstentum entstanden Präfektur Horie und in der Provinz Tōtōmi gelegenen Teilen der bisherigen Präfektur Shizuoka, die das gleichnamige Fürstentum ersetzt hatte; dieses wiederum hatte schon 1868, als Shizuoka nach ihrer militärischen Niederlage und Abdankung den Tokugawa überlassen wurde, den Großteil des Fürstentums Hamamatsu absorbiert. Das Territorium der Präfektur Hamamatsu umfasste die gesamte Provinz Tōtōmi, Sitz der Präfekturverwaltung war Hamamatsu im Landkreis Fuchi (heute Stadt Hamamatsu). Erster Gouverneur von Hamamatsu wurde für kurze Zeit Taku Shigetsugu (Ex-Samurai von Saga); ihm folgten in raschem Wechsel Iwasaki Nagatake (Ex-Samurai von Tosa) und schließlich Hayashi Atsunori (Ex-Samurai von Tokushima), der von 1872 bis zum Ende im Amt blieb. 1876 wurde Hamamatsu bei der zweiten Präfekturfusionswelle nach Shizuoka eingegliedert.